# الپوجارا، تولیما
الپوجارا، تولیما (به اسپانیایی: Alpujarra, Tolima) یک سکونتگاه مسکونی در کلمبیا است که در بخش تولیما واقع شده‌است.